# Campeonato Europeu de Esportes Aquáticos de 1926
O Campeonato Europeu de Esportes Aquáticos de 1926 foi a 1ª edição do evento organizado pela Liga Europeia de Natação (LEN). A competição foi realizada entre os dias 18 e 26 de agosto de 1926, em Budapeste na Hungria. Nessa edição inaugural apenas a categoria masculina foi realizada. 

## Medalhistas

### Natação
Masculino
| Evento        | Ouro                                                                                  | Ouro    | Prata                                                                   | Prata   | Bronze                                                       | Bronze  |
| 100 m Livre   | István Bárány · Hungria                                                               | 1:01.0  | Arne Borg · Suécia                                                      | 1:01.1  | Georg Werner · Suécia                                        | 1:03.6  |
| 400 m Livre   | Arne Borg · Suécia                                                                    | 5:14.2  | Herbert Heinrich · Alemanha                                             | 5:21.4  | Friedrich Berges · Alemanha                                  | 5:25.6  |
| 1500 m Livre  | Arne Borg · Suécia                                                                    | 21:29.2 | Friedrich Berges · Alemanha                                             | 22:08.2 | Joachim Rademacher · Alemanha                                | 22:19.8 |
| 100 m Costas  | Gustav Fröhlich · Alemanha                                                            | 1:16.0  | Károly Bartha · Hungria                                                 | 1:16.0  | Eskil Lundahl · Suécia                                       | 1:16.1  |
| 200 m Peito   | Erich Rademacher · Alemanha                                                           | 2:52.6  | Louis Van Parijs · Bélgica                                              | 2:54.8  | Wilhelm Prasse · Alemanha                                    | 3:00.1  |
| 4x200 m Livre | Alemanha · August Heitmann · Joachim Rademacher · Friedrich Berger · Herbert Heinrich | 9:57.2  | Hungria · Zoltan Bitskey · András Wanié · Géza Szigritz · István Bárány | 10:03.4 | Suécia · Åke Borg · Arne Borg · Eskil Lundahl · Georg Werner | 10:06.8 |

### Saltos Ornamentais
Masculino
| Evento       | Ouro                   | Ouro   | Prata                    | Prata  | Bronze                          | Bronze |
| Trampolim 3m | Arthur Mund · Alemanha | 186.42 | Josef Lechnir · Alemanha | 173.52 | Július Balasz · Tchecoslováquia | 164.72 |
| Plataforma   | Hans Luber · Alemanha  | 112.84 | Helge Öberg · Suécia     | 107.60 | Albert Knight · Reino Unido     | 101.60 |

### Polo Aquático
| Evento    | Ouro    | Prata  | Bronze   |
| Masculino | Hungria | Suécia | Alemanha |

## Quadro de medalhas
| Ordem | País            | Medalha de ouro | Medalha de prata | Medalha de bronze | Total |
| ----- | --------------- | --------------- | ---------------- | ----------------- | ----- |
| 1     | Alemanha        | 5               | 3                | 4                 | 12    |
| 2     | Suécia          | 2               | 3                | 3                 | 8     |
| 3     | Hungria         | 2               | 2                | 0                 | 4     |
| 4     | Bélgica         | 0               | 1                | 0                 | 1     |
| 5     | Tchecoslováquia | 0               | 0                | 1                 | 1     |
| 5     | Alemanha        | 0               | 0                | 1                 | 1     |
| Total | Total           | 9               | 9                | 9                 | 27    |